# Grigórios Papatheodórou
Grigórios Papatheodórou (grec moderne : Γρηγόριος Παπαθεοδώρου), souvent appelé Grigórios de Modon (Grigórios Mothónis ou Methónis), né en novembre 1770 à Álvaina (aujourd'hui Minthi (en)) et mort sous la torture dans la forteresse de Modon, était un évêque, combattant et homme politique grec qui participa à la guerre d'indépendance grecque.
Grigórios Papatheodórou était le fils du pope Theodóros Oikonómou, membre de la puissante famille Oikonómou. Ses parents résidaient à Zoúrtsa mais avaient dû fuir à Álvaina les conséquences de la révolution d'Orloff. Là naquit Grigórios Papatheodórou en novembre 1770.
Il devint évêque de Modon et Néokastro (Navarin), d'où le nom d'usage par lequel il est parfois désigné Grigórios de Modon / Grigórios Mothónis.
Grigórios Papatheodórou fut initié dans la Filikí Etería par António Pelopída en 1817. Il participa aux combats de la guerre d'indépendance grecque dès le 29 mars 1821 en soulevant Modon et en forçant les troupes ottomanes à trouver refuge dans la forteresse. Il partit ensuite avec ses hommes pour Néokastro prêter main-forte aux insurgés. Il commanda une bonne partie des troupes de la région dans les premières années du conflit.
Grigórios Papatheodórou fut élu du Péloponnèse à l'assemblée nationale d'Astros en 1823 puis à la Gérousie du Péloponnèse l'année suivante.
Grigórios Papatheodórou fut capturé en 1825 par les troupes ottomanes lors de la contre-attaque d'Ibrahim Pacha dans le Péloponnèse. Il fut enfermé dans la forteresse de Modon où il serait mort sous la torture.

### Sources
- (el) Phótios Chrysanthópoulos, Βίοι Πελοποννησίων ανδρών και των εξώθεν εις την Πελοπόννησον ελθόντων κληρικών, στρατιωτικών και πολιτικών των αγωνισαμένων τον αγώνα της επαναστάσεως, Athènes, Stávros Andrópoulos,‎ 1888, 335 p. (lire en ligne).
- (el) Parlement grec, Μητρώο Πληρεξουσίων, Γερουσαστών και Βουλευτών. 1822-1935, Athènes, Parlement grec,‎ 1986, 159 p. (lire en ligne) [PDF]